# Spomenznak 5. prosinca 1918.
Spomenznak 5. prosinca 1918., komemorativna medalja NDH, osnovan je 30. studenog 1943.

## Povijest
Spomeznak 5. prosinca 1918. osnovan je u čast događaja koji se dogodio tog datuma, kada je u Zagrebu izbio veliki prosvjed protiv stvaranja Kraljevine Srba, Hrvata i Slovenaca. Medalja je prvi put korištena 1891. od strane Hrvatskoga i Slavonskoga poljoprivrednog društva na Zagrebačkoj izložbi na 50. obljetnicu postojanja tog društva. Ta izložba bila je od velikog ekonomskoga, kulturnoga i političkoga značenja za hrvatske zemlje u Austro-Ugarskoj Monarhiji. 

## Izgled
Okrugla brončana medalja; naličje pokazje grb Trojedne Kraljevine. Medalja je okružena natpisom: "JUBILARNA GOSPODARSKO ŠUMARSKA IZLOŽBA U ZAGREBU 1891.". Na poleđni medalje je seljak s plugom, s kosom u rukama, kravom i ovcom na lijevoj strani, konjem iza i stablom u pozadini. Poleđina je okružena natpisom "USPOMENA NA 50. GODIŠNJICU HRV. SLAV. GOSPOD. DRUŽTVA 1891." Promjer medalje je 27 milimetara.